# Âne en France
Vous lisez un « bon article » labellisé en 2022.
L'âne en France est surtout destiné à la compagnie et au secteur du tourisme depuis les années 1970. Introduit sous les Gallo-Romains, puis à la fin de l'époque mérovingienne, il s'intègre aux symboliques animales médiévales. Il devient essentiellement un animal de bât et de traction au service des agriculteurs modestes et, jusqu'au milieu du xxe siècle, dans tous les métiers nécessitant le transport de charges. L'espèce décline drastiquement avec la motorisation de l'agriculture, au point que les races d'ânes françaises frôlent l'extinction et font l'objet de mesures de sauvegarde.
La Normandie, en particulier dans la Manche, héberge désormais le plus grand cheptel français d'ânes. Avec sept races officiellement reconnues, la France élève une population d'ânes diversifiée, bien que cette population soit fortement émiettée sur son territoire. L'âne est désormais surtout élevé en préservation, son usage dans le maraîchage étant devenu rare. Il existe aussi une filière de commercialisation de lait d'ânesse.
L'âne a fortement marqué la culture française, en laissant son empreinte dans les dictons, des chansons populaires, jeux, contes, légendes et romans, au point d'être l'animal le plus souvent cité dans les proverbes. Si les proverbes et dictons insistent le plus souvent sur sa bêtise, ces traditions le présentent aussi comme un animal pieux, vertueux et une source de richesse. C'est notamment le cas dans le conte populaire de Peau d'Âne.

## Histoire
L'âne n'est pas autochtone en France, puisque son origine se situe dans la Corne de l'Afrique. Il est importé sporadiquement et de façon limitée à l'époque gallo-romaine, puis plus largement introduit dans le Nord du territoire français à la fin de l'époque mérovingienne, aux VIIe et VIIIe siècles. D'après les archéozoologues Benoît Clavel et Jean-Hervé Yvinec, durant la première partie du haut Moyen Âge, « l'âne est présent sur 12 % des sites ruraux étudiés, soit trois cas sur vingt-cinq ». Il se répand sur la totalité du territoire français, notamment dans les campagnes, en l'espace de deux à trois siècles. Clavel et Yvinec estiment que 5 à 10 % des restes d'équidés retrouvés sur cette période appartiennent à des hybrides entre l'âne et le cheval.
La docteur en médecine vétérinaire Anne-Caroline Chambry souligne que l'âne a fait longtemps « partie du paysage français ; on le voyait partout, au marché, sur les routes ou dans les fermes ».

### Du Moyen Âge auXVIIesiècle
L'âne acquiert une place symbolique de premier plan dès l'époque médiévale, comme d'autres animaux d'origine exotique tels que le lion, en devenant, notamment dans les encyclopédies médiévales, un symbole de la bêtise et de la stupidité (contrairement au lion qui devient un symbole de courage),. D'après le médiéviste et historien de l'art Michel Pastoureau, l'existence du bonnet d'âne est attestée dès le XIIe siècle, dans les écoles épiscopales. Dès cette époque médiévale, la peau de l'âne sert à fabriquer du parchemin ; diverses fêtes du parchemin sont organisées à ces occasions, notamment à l'abbaye Saint-Denis.
L'âne est mentionné par le philosophe Jean Buridan (1292-1363) dans sa parabole du paradoxe de l'âne de Buridan, qui illustre la difficulté à faire un choix,. Bien que l'âne en question soit, d'après Pastoureau, uniquement symbolique et n'ait jamais existé en dehors d'une joute oratoire, ce paradoxe illustre la stupidité proverbiale de cet animal. Il est ensuite souvent repris et commenté, entre autres par Voltaire.
L'âne apparaît aussi dans des procès d'animaux médiévaux et de la Renaissance. Les archives de la prévôté de Dijon mentionnent qu'en 1405, un âne fut mis à mort en punition pour avoir tué un enfant. Ces sources mentionnent aussi des procès pour bestialité, un ânier originaire de Villeneuve-l'Archevêque (Champagne) ayant été condamné le 8 janvier 1558 à être pendu, puis brûlé avec son animal, pour avoir eu des relations sexuelles avec son ânesse. Un procès similaire, au Parlement de Paris le 24 novembre 1542, condamne un homme originaire de Loudun (Anjou) à être étranglé et brûlé avec son ânesse. Il existe de nombreux procès similaires, les juges étant, au XVIIe siècle, plus cléments envers l'animal.

### DuXVIIeà la fin duXVIIIesiècle

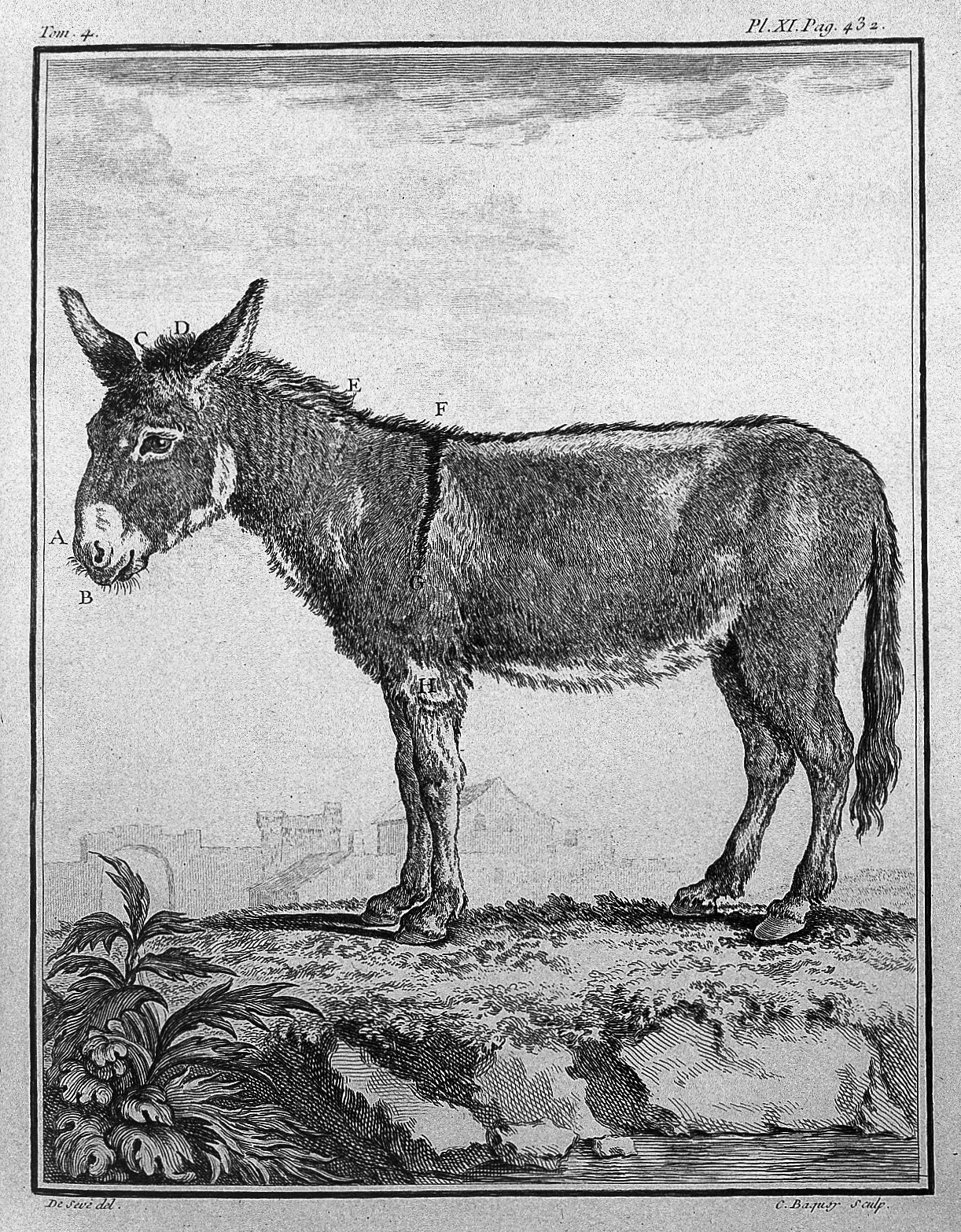
L'âne, tel que représenté dans lHistoire naturelle du comte de Buffon, dans la seconde moitié du XVIIIe siècle.

Au XVIIe siècle, la promenade « infâmante » à dos d'âne, nommée « asinade » ou « asouade », est mentionnée en France dans le cadre du charivari, peut-être à partir d'une origine grecque antique et pour mettre en valeur l'aspect ridicule et fortement sexué associé à l'âne,. L'historien britannique Martin Ingram, dans le cadre d'une étude des dispositifs historiques de contrôle social en Europe, note que l'asouade organisée pendant le charivari français constitue une punition pour les femmes qui battent leur mari. À partir de la seconde moitié du XVIIIe siècle, l'asinade devient un châtiment d'exposition et d'humiliation, adopté notamment à Paris et dans le sud de la France. Ce châtiment est infligé aux maquerelles à partir de 1760 à Toulouse,. Le chroniqueur de Toulouse Pierre Barthès écrit dans ses Mémoires manuscrites qu'une maquerelle « fut condamnée à être promenée par toute la ville, la hart au col, tenue par l'exécuteur et coiffée d’un casque emplumé garni de grelots, un mantelet sur les épaules de pareille façon, montée sur une ânesse le visage tourné du côté de la queue, escortée de tout le guet, le valet du bourreau tirant l'ânesse par le licol ». Cette humiliation n'est alors infligée qu'aux femmes, l'homme coupable de proxénétisme suivant la procession à pieds.
La description de l'âne que fournit Buffon dans son Histoire naturelle (1749-1804) reflète, d'après Anne-Caroline Chambry, le mépris dans lequel cet animal est tenu à l'époque.
Avant la Révolution française, certains services des postes, en particulier dans le Sud, ne sont desservis que par des ânes.

### DuXIXesiècleà 1914
S'il est difficile d'estimer la population d'ânes française au XIXe siècle, l'abondance de la production culturelle qui le mentionne témoigne de son omniprésence dans la société de l'époque.
En 1862, la majorité des effectifs d'ânes sont présents dans le bassin parisien, avec une densité d'environ 10 ânes pour 1 000 habitants ; trente ans plus tard, c'est surtout dans le Berry que les ânes sont élevés et présents. Certaines régions françaises entretiennent une tradition d'élevage asinien, en particulier la Normandie, le Poitou, le Berry, le Bourbonnais, les Pyrénées et la Provence ; les pratiques agricoles dans les régions de plaine ont probablement favorisé la raréfaction de l'âne.
L'animal est historiquement élevé en appoint pour accomplir des tâches agricoles, en particulier en portant des charges lourdes telles que les bidons de lait en Normandie, et les jeunes agneaux en Provence. Dans le sud des Alpes et en Haute-Loire, l'âne est élevé pour être exporté dans d'autres régions françaises ou vers l'Italie. Les familles qui recourent à sa force de travail entretiennent parfois une grande proximité avec cet animal : l'âne constitue une exception à la séparation spatiale traditionnelle entre les humains et les animaux en Provence. Il était d'usage que l'écurie qui l'héberge soit aménagée au rez-de-chaussée des habitations, avec les réserves de bois et de nourriture.

### L'âne durant la Première Guerre mondiale

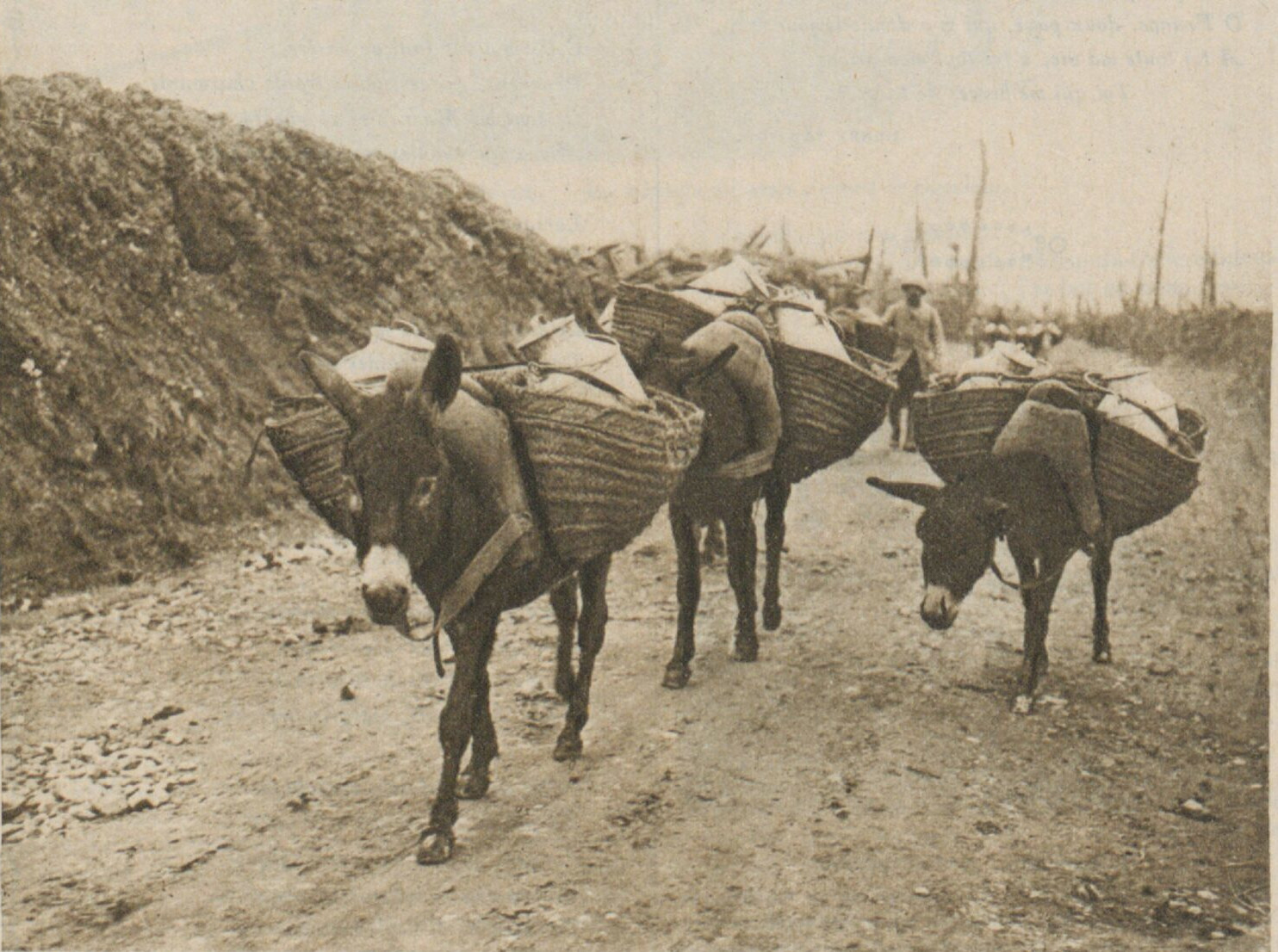
Ânes ravitaillant les tranchées de la Somme pendant la Première Guerre mondiale, en décembre 1916.

Fait peu connu, les ânes ont joué un rôle important pendant la Première Guerre mondiale. Initialement, en 1914, seuls les chevaux et les mulets sont réquisitionnés, les ânes étant exclus du plan de réquisition,. C'est le début de la guerre de tranchées qui entraîne leur mobilisation.
Les Forces armées françaises font alors appel à ces ânes, majoritairement importés d'Afrique du Nord et en particulier d'Algérie, pour le train,,. Leur nombre exact reste inconnu. Leur petite taille permet une circulation dans les tranchées à l'abri des coups. Ils sont mobilisés dans la Somme, les Flandres, l'Artois et l'Aisne pour ravitailler l'infanterie, le génie et l'artillerie. Ces ânes munis de bâts indigènes sont notamment mobilisés pendant la bataille de Verdun, en 1916.
Afin d'éviter qu'ils puissent braire et ainsi alerter l'ennemi, leurs narines sont fendues verticalement,. Leur réputation auprès des soldats est globalement bonne. De tous les équidés français mobilisés, les ânes sont, d'après Éric Baratay, ceux qui souffrent le plus des restrictions alimentaires, « car ils ne sont servis qu'après les chevaux protégés au maximum par leurs cavaliers alors qu'eux même n'ont pas de maître attitré ».
Après la fin du conflit, les ânes survivants dont les propriétaires peuvent être retrouvés leur sont rendus ; cependant, ceux qui ne trouvent pas preneur dans le civil, notamment les « petits ânes d'Afrique », sont abattus en dépit de leurs services. À la faveur du mouvement des études animales, Raymond Boissy réunit des témoignages d'anciens combattants et de civils à propos des ânes qui ont servi à Verdun. Les statistiques ne permettent pas de connaître le nombre d'ânes français qui ont péri pendant la Grande Guerre, seuls les chevaux et les mulets étant comptabilisés,. Jean-Michel Derex l'analyse comme une forme de hiérarchisation entre les animaux.

### Déclin

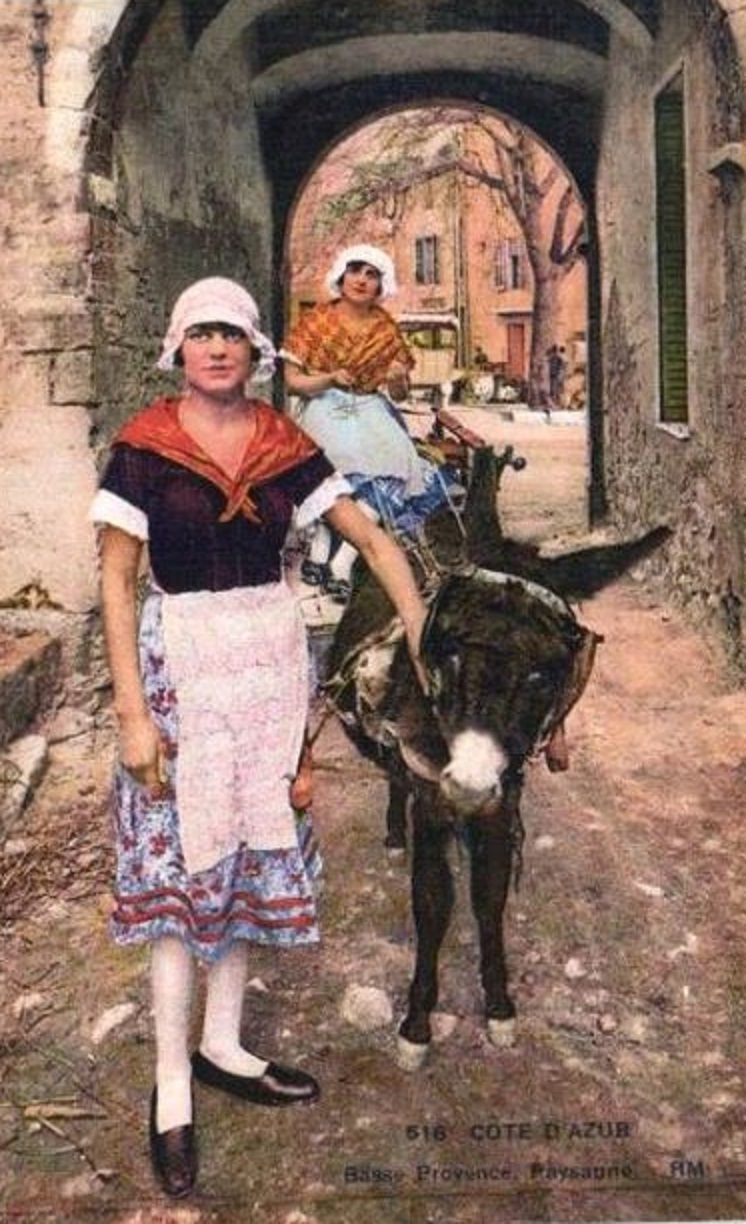
Villageoises du Haut-Var avec leurs ânes, sur une carte postale des années 1920.

La motorisation progressive des activités au XXe siècle entraîne un déclin généralisé de l'usage et de l'élevage des ânes,. Les véhicules motorisés font concurrence à l'âne dans ses fonctions économiques de transport. La motorisation générale des activités agricoles fournit une autre explication à son déclin : par exemple, l'âne était historiquement mis au travail pour faire tourner les pressoirs à olive, mais ces outils fonctionnent de plus en plus avec un moteur à explosion ou un moteur électrique. La Dr vétérinaire Anne-Caroline Chambry attribue partiellement les causes du déclin de l'âne à l'exode rural, car une certaine présence asine se maintient dans les campagnes alors que l'animal disparaît des grandes villes françaises.
Le déclin des ânes français s'étale sur toute la première moitié du XXe siècle, et devient particulièrement notable durant les années 1950, où les effectifs s'effondrent drastiquement. La densité asine française tombe à deux ou trois ânes pour mille habitants après la Seconde Guerre mondiale. L'évolution du prix d'achat de l'âne reflète l'effondrement de sa valeur au travail : en 1892, son prix d'achat équivaut à environ 1,4 mois de travail d'un ouvrier ; entre 1950 et le début du XXe siècle, son coût d'achat relatif est divisé par deux, le prix d'achat moyen d'un âne étant désormais équivalent à 1/3 du salaire mensuel d'un ouvrier.
Les savoir-faire et la culture agricole qui y étaient associés disparaissent également. L'âne se maintient un peu plus tardivement dans les régions de métayage, telles que le Berry et le Bourbonnais, et dans les régions de petites terres agricoles. En 1977, une enquête de l'INRA établit que l'âne du Poitou aura totalement disparu avant la fin du siècle si rien n'est entrepris pour sa préservation.

### Sauvegarde
Alors que le cheval suscite de nombreux travaux scientifiques en France, l'âne est peu étudié depuis les années 1980. Face au risque d'extinction des races d'ânes, des acteurs associatifs et institutionnels se mobilisent à partir des années 1990 pour préserver ce patrimoine vivant. La pionnière est Annick Audiot, qui réalise en 1977 une étude sur l'âne du Poitou, dont ne subsistent plus que 44 individus à l'époque. En 1978 émerge une nouvelle profession d'âniers accompagnateurs de randonnée avec un âne, qui se professionnalise peu à peu.
Des stud-books sont créés afin de gérer les races d'ânes françaises en luttant contre la consanguinité. Les Haras nationaux, devenus l'Institut français du cheval et de l'équitation (IFCE), soutiennent cet effort de préservation en reconnaissant officiellement les races d'ânes françaises. Des « pôles asins » sont créés à Lignières, Braize et Dampierre-sur-Boutonne. Les effectifs d'ânes français remontent entre 1985 et 1994, passant de 23 000 à 35 000 têtes.
Les critères de caractérisation raciale des ânes français sont cependant définis tardivement. Ces critères, qui définissent les races, conduisent à sélectionner des animaux bien caractérisés, et à éliminer l'« âne commun de la vieille France rurale », issu de croisements hasardeux et ne répondant à aucun standard de race. Les races du Berry et des Pyrénées reçoivent l'influence d'individus extérieurs à la France, afin de réduire leur consanguinité. Les démarches de réduction de cette consanguinité des cheptels poussent les associations d'éleveurs à prospecter à la recherche d'ânes correspondant au standard de leur race dans des régions voisines. La race la plus récemment caractérisée est l'âne corse, non encore reconnu officiellement.
La crise financière de 2008 a des répercussions négatives sur l'élevage des ânes, avec une diminution constante des effectifs et des nouvelles naissances entre 2006 et 2015. Les nouveaux usages des ânes interrogent les sciences sociales quant aux rapports avec cet animal et à la rupture qu'ils représentent avec les usages du passé. Michel Lompech et al. l'identifient à une transformation du système domesticatoire dans une société post-moderne.

## Pratiques et utilisations

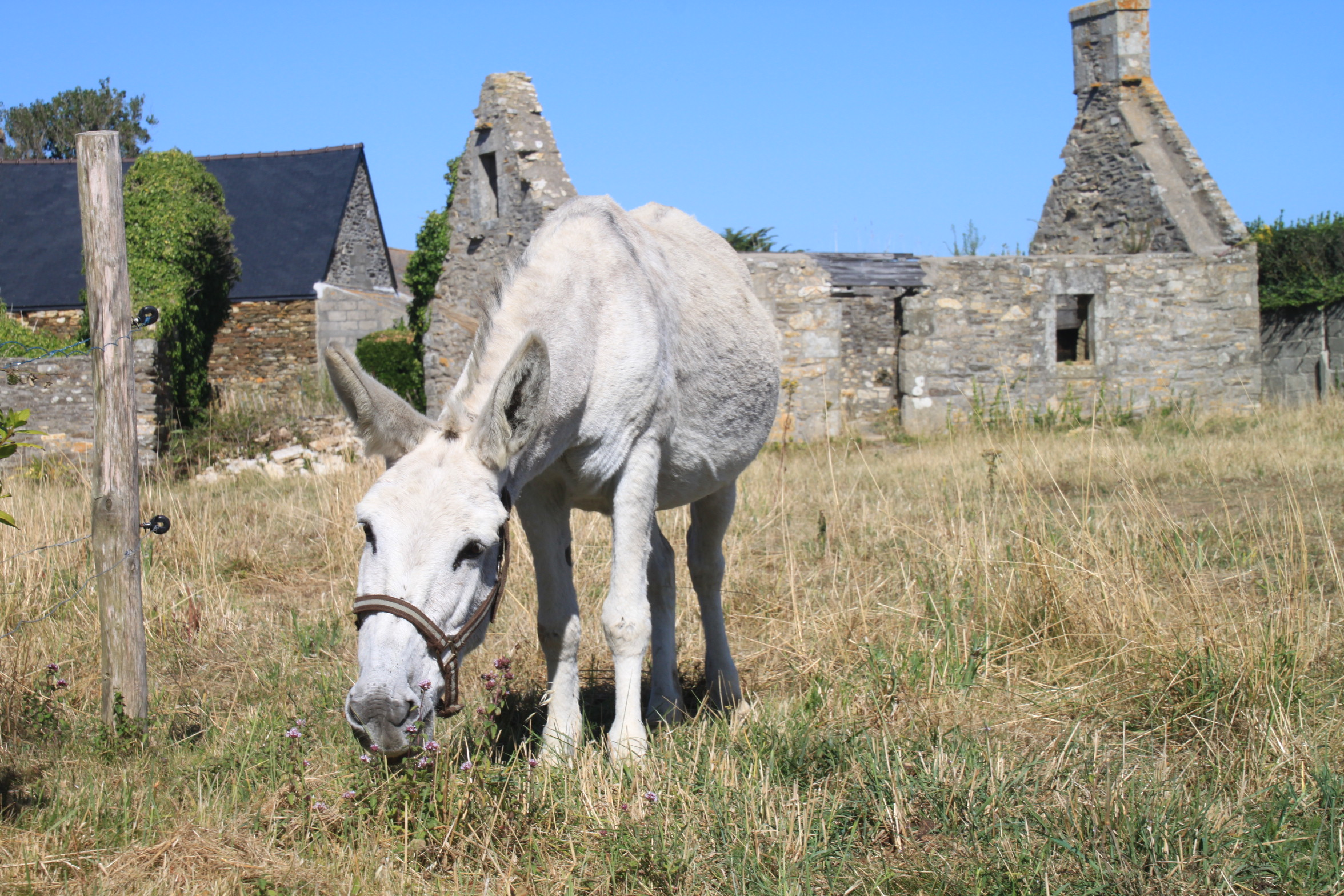
Âne près du calvaire et de la chapelle de Tronoën, en Bretagne.

Les propriétaires d'ânes représentent une population très diverse et fortement émiettée sur le territoire français.
La majorité sont des amateurs qui acquièrent un âne en tant qu'animaux de compagnie et d'agrément, ou bien dans un objectif de conservation de races menacées. L'âne sert alors de tondeuse à gazon écologique, dans des espaces péri-urbains. Les activités économiques avec l'âne s'inscrivent le plus souvent dans des régions économiquement défavorisées, en lien avec des initiatives de valorisation de productions locales.
La modification des usages de l'âne s'est accompagnée d'une modification du groupe social des propriétaires, devenu très hétérogène. Lompech et al. identifient trois grands groupes sociaux de propriétaires d'ânes :
- des agriculteurs héritiers d'une tradition familiale ;
- des néoruraux qui ont monté un projet de vie autour de l'âne ;
- des particuliers qui ont acquis un âne comme animal de compagnie et par passion.

Une autre particularité est le nombre de plus en plus élevé de femmes parmi les propriétaires d'ânes. Il arrive que des agriculteurs à la retraite gardent des ânes pour leurs loisirs et leur agrément. Cette diversité sociologique parmi les propriétaires d'ânes entraîne des tensions entre amateurs et professionnels au sein des associations d'élevage.
L'élevage des ânes revêt peu d'enjeux économiques, car il s'agit essentiellement d'un élevage conservatoire en préservation. La valeur marchande d'un âne est très faible en France, certains amateurs cédant même leur âne gratuitement, ce qui dévalorise le travail de sélection et de dressage des éleveurs professionnels. L'âne a l'avantage d'être frugal et de pouvoir pâturer sur de petites parcelles peu accessibles. Il n'est pas réellement inséré dans les filières de production agro-alimentaire de France. Il existe des associations qui prennent des ânes âgés en charge afin de leur éviter l'abattoir et de leur offrir une retraite. Les cas de mauvais traitements d'ânes sont pris en charge par des associations qui leur trouvent de nouveaux propriétaires.
L'âne peut être employé en écopâturage sur le territoire français, notamment dans les Pyrénées. Il est remis au travail dans le cadre de la mobilité douce, pour du transport scolaire et de la collecte d'ordures ménagères. Il existe enfin une utilisation de l'âne pour favoriser le lien social, à travers la médiation asine, généralement à destination d'un public âgé ou en situation de handicap.

### Activités agricoles

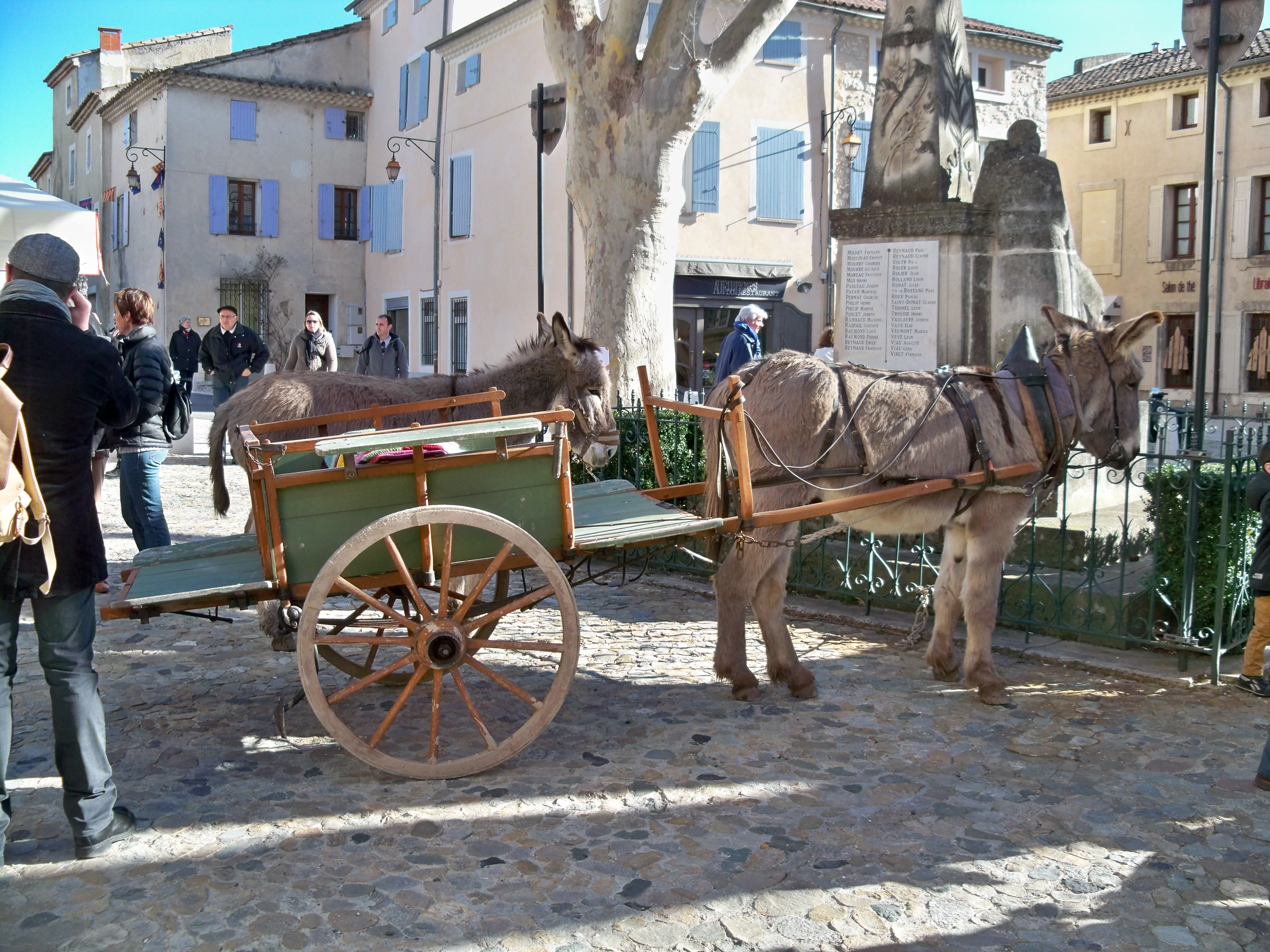
Âne de Provence attelé à Pernes-les-Fontaines (Vaucluse).

Historiquement, l'âne est associé à l'agriculture de subsistance, notamment celle des petits paysans, les journaliers et les métayers,. Alors qu'il était jadis essentiellement employé dans des activités agricoles, cet usage s'est raréfié et est devenu très secondaire.
Il reste utilisé par des maraîchers, en particulier dans le Sud-Ouest. En 2020, la Société française des équidés de travail (SFET) recense ces maraîchers et maraîchères qui travaillent avec des ânes. Elle permet de déterminer que 80 structures maraîchères françaises, principalement de petites exploitations de quelques hectares situées dans l'Ouest de la France et en agriculture biologique, utilisent l'âne, avec une moyenne de deux animaux par exploitation, qui complètent l'usage des engins agricoles motorisés. L'amélioration du matériel de traction disponible est un enjeu pour assurer la pérennité de l'usage agricole de l'âne.

### Filière du lait d'ânesse

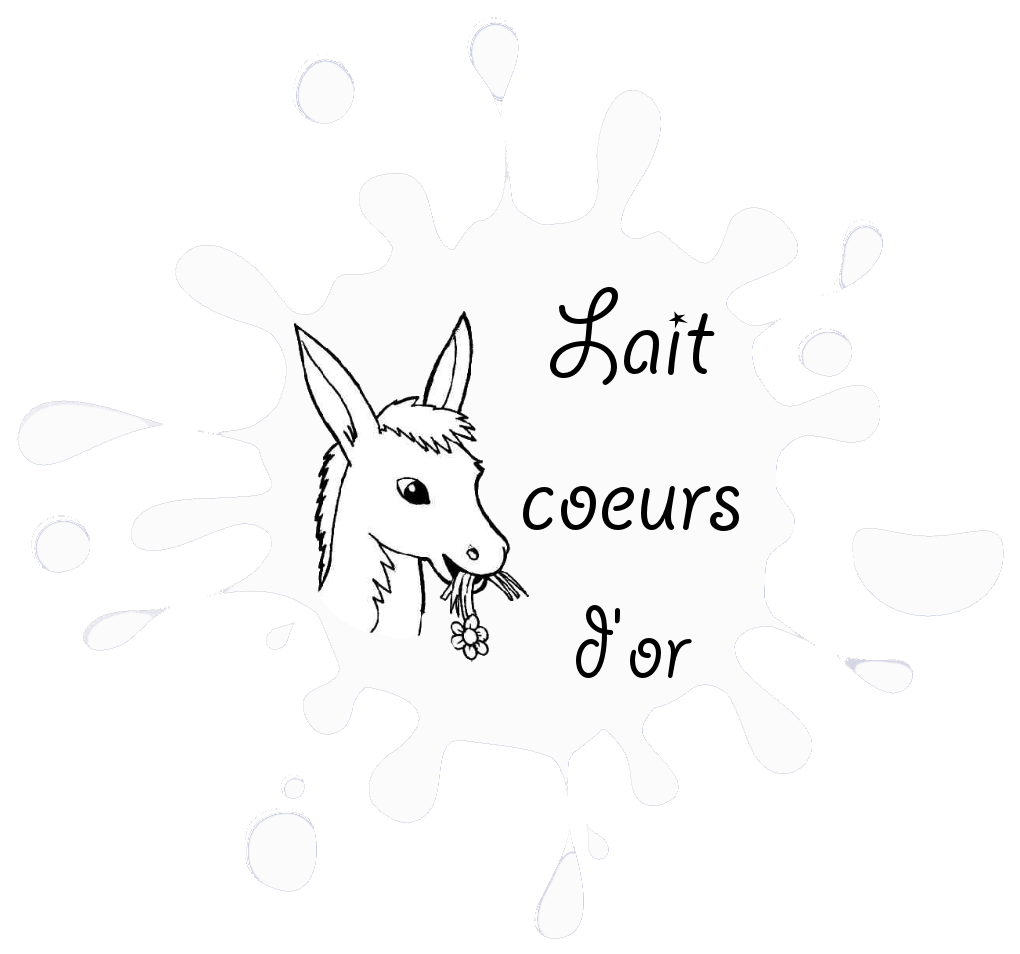
Logo d'un élevage laitier produisant des cosmétiques au lait d'ânesse.

Il existe une filière laitière bien développée, avec production dérivée et vente directe des produits tels que le savon d'ânesse, et divers produits cosmétiques, voire médicaux. La proximité entre le lait d'ânesse et le lait maternel humain est souvent mise en avant dans la communication autour de ces produits.
Cette filière a démarré en 1998, et concerne une majorité de femmes agricultrices. Il s'agit d'une activité délicate à gérer, car la productivité laitière des ânesses est faible. Ces élevages doivent aussi gérer la vente des ânons mâles et trouver des solutions de réforme, l'envoi d'ânesses à l'abattoir étant socialement très mal vu.
L'une des questions soulevées par l'usage des ânes français est la sélection d'une race laitière : en effet, aucune race d'âne française n'est spécialisée à cette fin.

### Viande d'âne
D'après Tristan Sicard et Yanis Varoutsikos, la viande d'âne a été consommée au Moyen Âge par la population pauvre, mais l'est désormais rarement. L'élevage des ânes à cette fin ne fait pas partie des objectifs déclarés par les éleveurs à la naissance de leurs animaux. Il n'existe pas non plus de sélection des ânes français sur la production de viande. Certains ânes français peuvent toutefois être vendus à des maquignons, et donc envoyés à l'abattoir.
Lompech et al. déclarent, dans les notes de leur étude, que « certains acteurs de la filière souhaitent relancer le saucisson, pour la fabrication duquel il faut actuellement importer de la viande ». Il existe en effet une filière de production de « saucisson d'âne » en Ardèche (un produit souvent vu, à tort, comme typiquement corse), pour laquelle de la viande d'âne est importée depuis l'Amérique du Sud.

### Tourisme
Chambry souligne que l'âne, jadis très commun, a « pratiquement acquis le statut d'un animal exotique », créant un attrait pour les populations urbaines en lui conférant un statut d'attraction, en particulier auprès des enfants auxquels sont proposés des balades à dos d'âne.

#### Randonnées

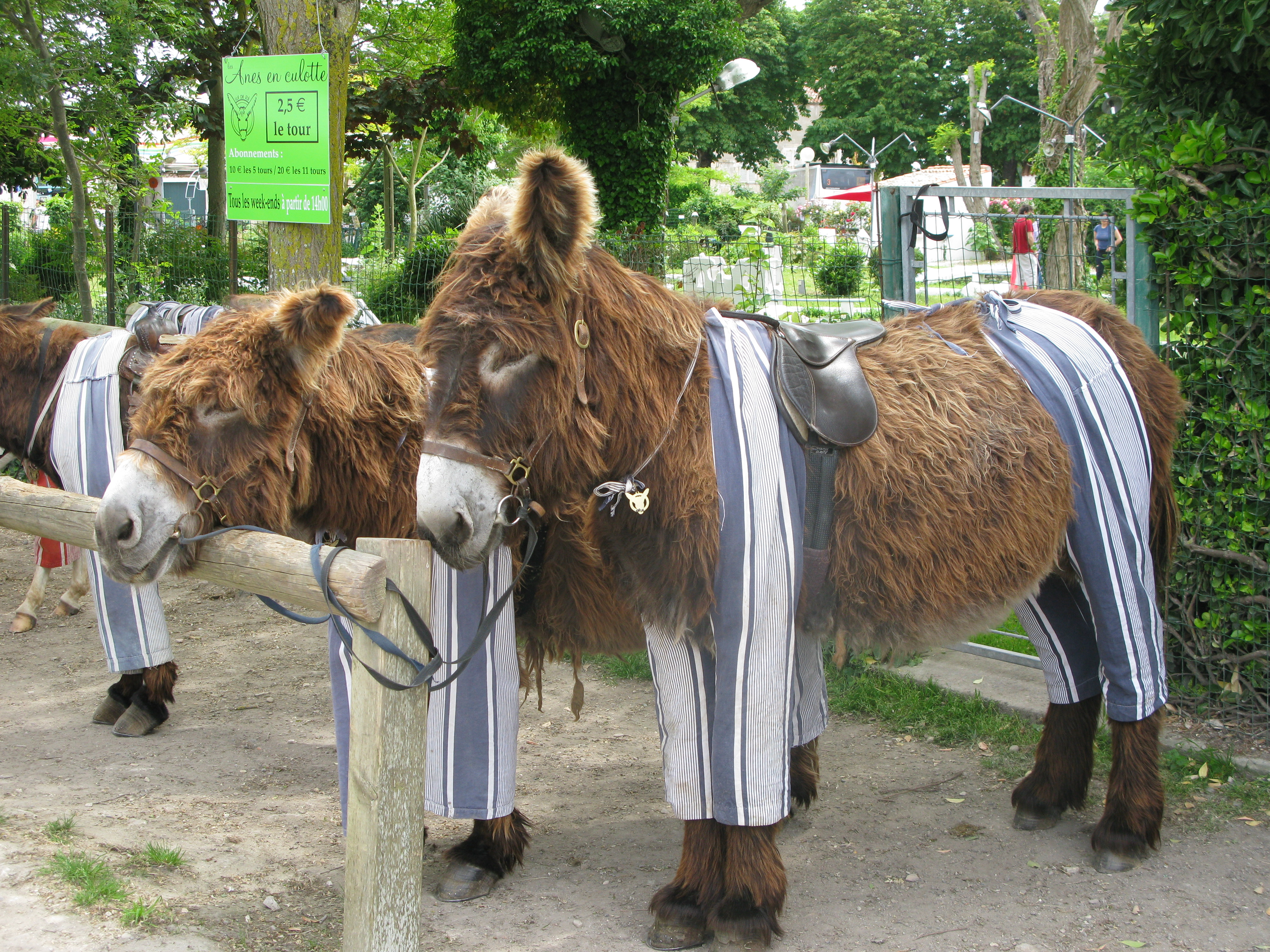
Ânes du Poitou en culottes sur l'île de Ré, dans le cadre d'une offre de promenade touristique.

Depuis les années 1980, une offre touristique de randonnée avec un âne s'est développée dans certaines régions, notamment en lien avec les chemins de Compostelle : bien qu'elle demande un long dressage des animaux et une certaine capacité d'organisation, cette activité se révèle lucrative pour les acteurs du domaine. L'existence de cette activité a aussi créé une plus-value pour des ânes dressés.
Ces activités sont généralement le fait d'âniers professionnels établis dans des régions montagneuses, en particulier dans les Pyrénées, l'Auvergne et les Cévennes. La question d'une sélection des ânes sur leur aptitude à porter des charges s'est posée dans le cadre de cette économie du tourisme.

#### Parcs de loisir et fermes pédagogiques
En 1996, est créé à Amboise le Parc du fou de l'Âne,, qui présente quatorze races d'ânes sur un espace de quatre hectares, avec des expositions pédagogiques. Il ferme au début de l'année 2011.
La même année, Le Pôle du Cheval et de l'Âne, situé entre Lignières et La Celle-Condé, ouvre le musée Sitazin, consacré à l'histoire et à la physiologie de l'âne, et le paddock (en) des ânes, un espace de conservation présentant les sept races françaises.
Il existe également de nombreuses fermes pédagogiques consacrées aux races asines, comme la Maison de l'Âne, située à Beauvoir-sur-Mer, ou Océ'âne, localisée à Lanvéoc.

### Tissu associatif
Les sept associations de races d'ânes reconnues en France sont fédérées au sein de la fédération France Ânes et Mulets, domiciliée à Paris, qui représente et défend les éleveurs et les utilisateurs d’ânes et de mulets français inscrits dans un registre généalogique.
La Société française des équidés de travail (SFET) a également parmi ses missions la défense de l'usage des ânes et sa représentation auprès du ministère français de l'Agriculture.

### Hybridations
Comme dans d'autres pays, les ânes français peuvent s'hybrider avec le cheval pour donner des mulets ou des bardots. Il a ainsi existé une industrie mulassière réputée dans le Poitou, d'où la mule poitevine était exportée vers de nombreux pays.

## Élevage

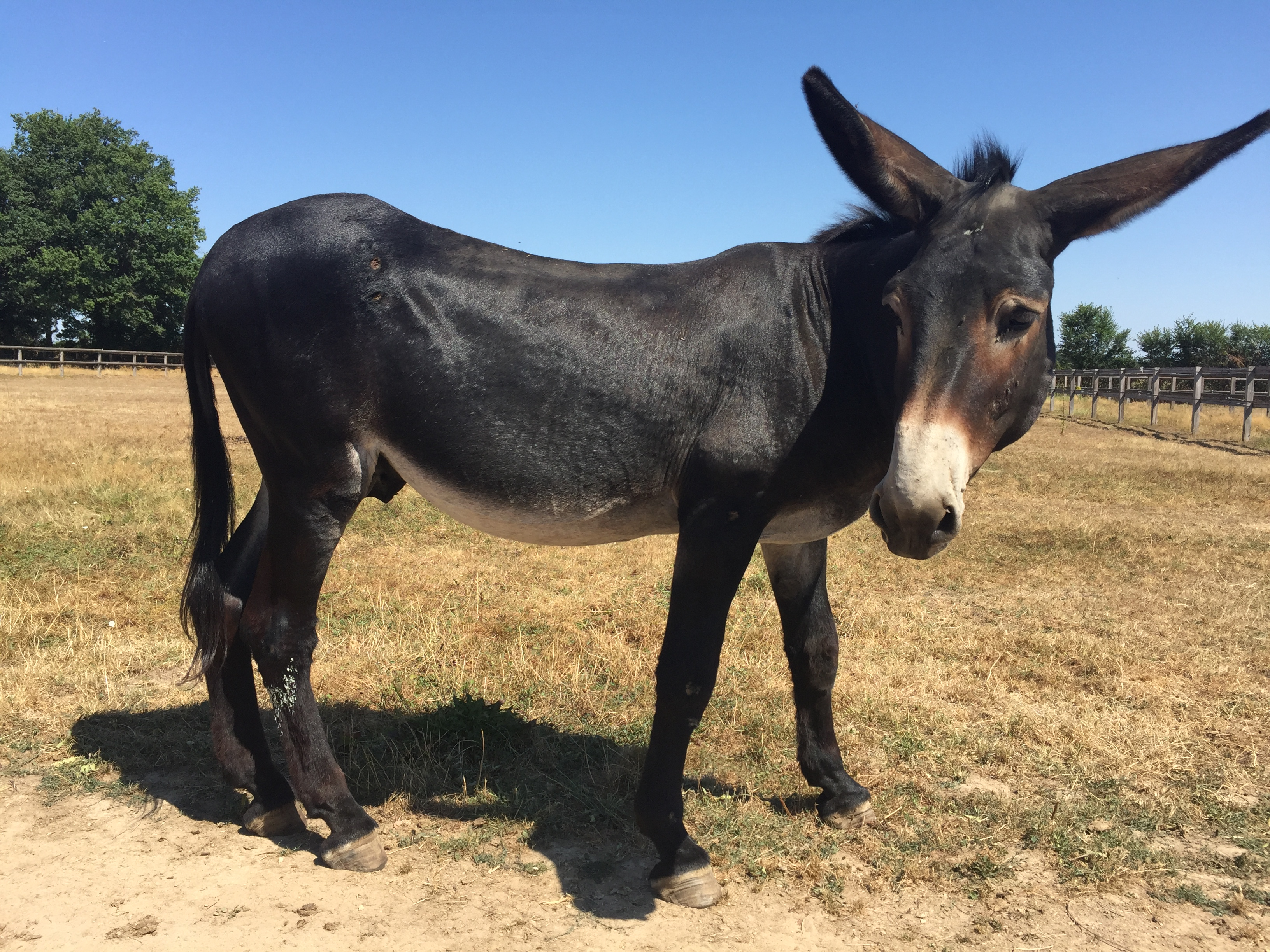
Âne grand noir du Berry à La Celle-Condé (Cher).

La population d'ânes française diminue constamment, l'Institut national ânes et mulets (INAM) dénombrant 78 000 ânes en France en 2010, et le recensement agricole 31 583 équidés asiniens (incluant les bardots et mulets). Cette baisse constante des effectifs devient préoccupante pour assurer le renouvellement des générations. L'éparpillement des effectifs pose une autre difficulté, les propriétaires d'ânesses devant souvent parcourir de longues distances pour faire saillir leur animal par un baudet.
Les ânes ne sont pas précisément comptabilisés par les outils statistiques français et européens, étant fréquemment mélangés aux chevaux dans ces sources de données. De plus, les animaux détenus par des particuliers et amateurs ne sont pas toujours comptabilisés, la majorité de ces animaux ne se trouvant pas dans des fermes professionnelles.
Il existe quelques grandes fermes d'élevage, ou asineries, sur le territoire français, qui peuvent posséder plusieurs dizaines d'ânes. Leurs activités sont diversifiées, mêlant filière laitière et tourisme. En 2019, la plus grande asinerie de France semble être celle de Vauroux, dans l'Oise. En dehors des élevages laitiers, il est très rare que l'élevage asinien soit la seule activité des structures agricoles professionnelles, la plupart étant diversifiés, par exemple bovins/ânes ou apiculture/ânes.
L'étude de Michel Lompech et al. (2018), utilisant le croisement des sources de données, déduit que l'âne est fortement présent dans le département français de la Manche, qui détient le plus gros cheptel avec 1 100 têtes, suivi par la Seine-Maritime (800) et le Calvados (600), ce qui fait de la Normandie la première région française d'élevage de l'âne. Les autres régions à forte présence asine sont le Massif central et ses régions de bocages plus au nord, ainsi que les Alpes, la Provence, les Pyrénées, et la Corse. Les ânes sont notablement rares dans les régions de plaines céréalières, la Bretagne, le Nord, le Centre, et toutes les régions à l'Est du bassin parisien. Le Berry et le Bourbonnais entretiennent une longue tradition dans cet élevage, de même que les Pyrénées.
La France présente un cheptel diversifié, avec sept races officiellement reconnues,, disposant chacune d'une association vouée à sa sauvegarde et à sa promotion. La sélection, en 2019, porte essentiellement sur le respect du standard de ces races et l'aptitude au travail, notamment pour le tourisme et avec les enfants. Historiquement, les races d'ânes françaises n'avaient pas toutes le même objectif de sélection. L'âne du Poitou est associé à la naissance de mules, tandis que le grand noir du Berry a été sélectionné pour la traction dans les champs, dans les vignes, et celle des péniches.

## Culture

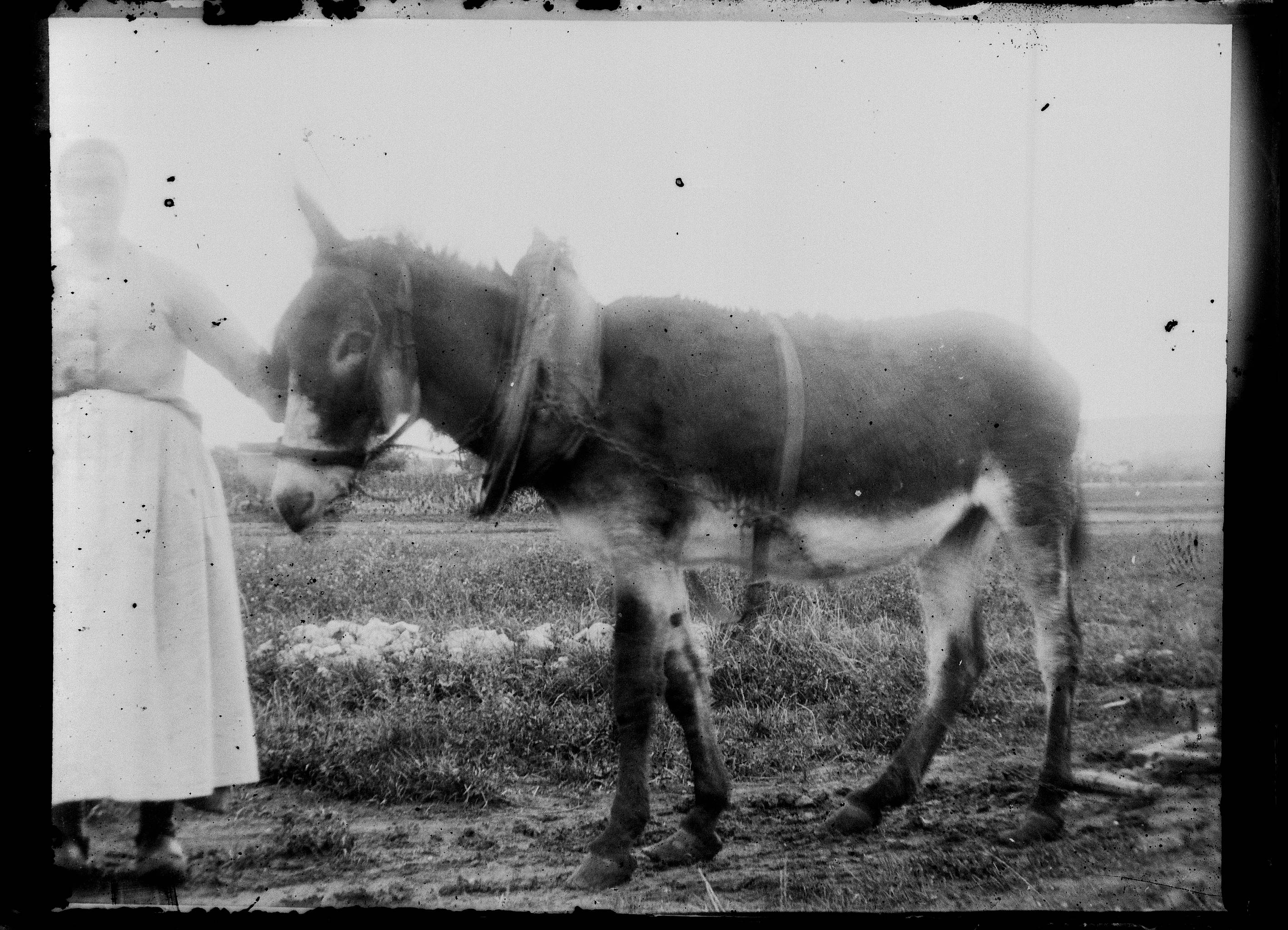
Âne tenu par une femme française, au début du XXe siècle.

L'âne influence fortement la culture française. Il est présent dans des proverbes et dictons, des chansons populaires, des jeux, des contes, des légendes et dans la littérature française. Il suscite toujours l'intérêt d'érudits et d'historiens amateurs français, qui collectionnent et interprètent par exemple les anciennes cartes postales qui le représentent. Michel Pastoureau note que, depuis l'Antiquité, il est associé symboliquement à la sottise, l'ignorance, l'entêtement, la paresse, la lubricité, mais aussi à l'humilité, la sobriété et la patience. Sa dimension de victime souffrant au travail pour son maître lui confère une valeur christique, illustrée par son rôle dans la Nativité et son rôle de monture de Jésus.
En interprétation des rêves, les paysans vosgiens croyaient jadis que rêver d'un âne annonçait chagrin d'esprit et revers de fortune. Tout au long du XIXe siècle, l'âne représente le peuple laborieux ou l'enfant innocent, ainsi que l'humilité et la vertu, notamment dans les caricatures d'Achille Lemot publiées par Le Pèlerin, ou chez Émile Souvestre.
D'après différents auteurs, la valeur symbolique de l'âne va probablement se modifier au cours du XXIe siècle, ses usages modernes étant désormais bien éloignés « de son travail ingrat de jadis »,. Il n'est plus un symbole du dur labeur agricole, et rejoint peu à peu la catégorie des animaux de compagnie. Il existe aussi une forme de patrimonialisation, notamment à travers la tenues de fêtes de l'âne dans diverses régions françaises,.

### Dénomination
Il existe historiquement un grand nombre de mots pour désigner l'âne sur le territoire français. Si le mot en français « âne » provient de l'ancien français « asne », l'ethnologue français Eugène Rolland cite, en 1881, une grande variété d'expressions employées pour le désigner, telles que « bête asine », « asine » dans le Morvan, « aine » dans le Berry, « aune » dans le Mâconnais, « asé » et sa variante « azé » en occitan provençal, « asou » et sa variante « azou » en béarnais, « aë » à Nice, « bourri » en Allier, « bourricot » et toutes ses variantes (telles que « bourriquet ») dans diverses régions françaises (noms que Rolland attribue à la présence de la bourre sur le pelage de l'âne), « azen » en breton et « asto » en basque. Il existe aussi divers surnoms donnés à l'âne, tels que « Baudouin » aux XVe et XVIe siècles (qui a donné « Baudet »), et « Martin » depuis lors. Le folkloriste Paul Sébillot note que l'habitude de surnommer les ânes « Martin » remonte au XVIIIe siècle. Autrefois, le surnom « Bernars li asne » était fréquent.
Pastoureau note que le nom propre « Aliboron », peut-être une déformation de celui du philosophe arabe Al-Biruni, a été attribué à l'âne à partir du XVe siècle (notamment par Rabelais) pour désigner un personnage pédant et borné, au point de devenir un nom usuel pour désigner n'importe quel âne au XVIIIe siècle.

### Usage médicinal
Certaines parties du corps de l'âne figurent historiquement dans la préparation de remèdes prétendus. Au XVIe siècle, un sabot d'âne brûlé et pulvérisé est réputé guérir le mal Saint-Jean (ancien nom de l'épilepsie). Une nomenclature des aphrodisiaques de sorcière du XVIe siècle cite la cervelle d'âne dans une préparation.
D'après Saint-Simon, le médecin de Louis XIV lui a prescrit un fortifiant à base de cendres de pénis d'âne.

### Proverbes et dictons

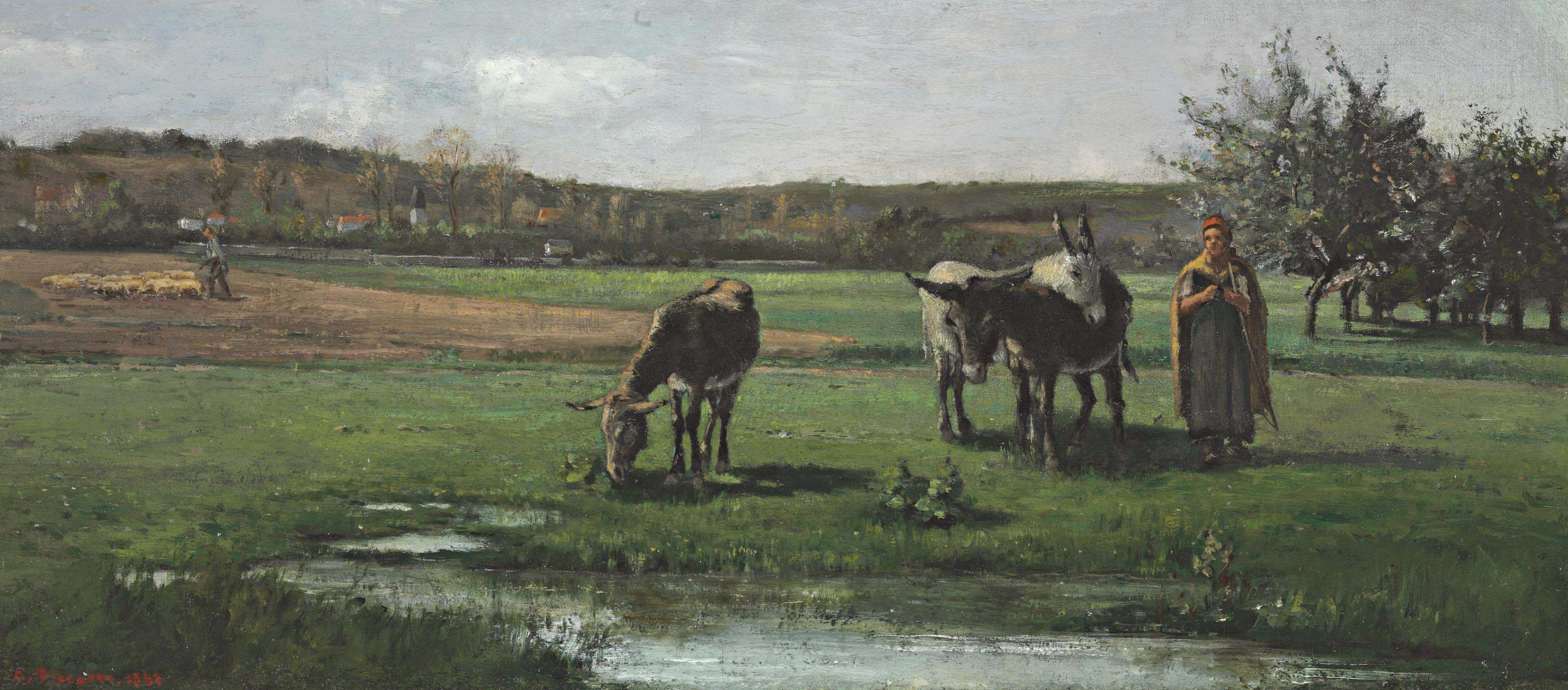
Camille Pissarro, Ânes au pâturage, 1862.

D'après Sylvie H. Brunet, l'âne est « surreprésenté » dans les proverbes et dictons français. Par exemple, il est l'animal le plus souvent mentionné dans les proverbes d'Ardèche, devant le loup. Michel Pastoureau note que, tant en latin que dans les langues vernaculaires qui y ont succédé, « nombreux sont les proverbes, les jeux de mots, les expressions et les injures qui mettent en valeur sa sottise et son entêtement », trouvant leur origine dès l'Antiquité et ayant encore cours au XXIe siècle.

#### Un symbole de bêtise

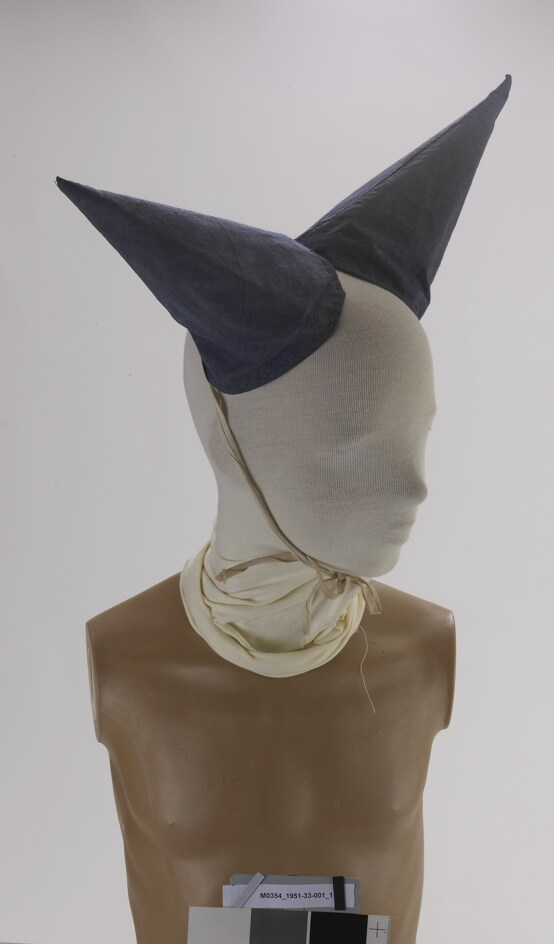
Bonnet d'âne exposé au musée départemental d'Arts et Traditions populaires, château de Champlitte (Haute-Saône).

Pour Eugène Rolland, qui consacre une cinquantaine de pages de son œuvre Faune populaire de la France à l'âne en 1881, « On sait que l'âne symbolise la bêtise et l'ignorance. On dit de quelqu'un qui a peu d'intelligence ou peu d'instruction : c'est un âne, c'est un âne bâté, c'est une bourrique, il est bête comme un âne », d'où le mot « ânerie ». Il est alors d'usage, en France, de punir les élèves paresseux en les coiffant d'un bonnet d'âne et de leur dire qu'il leur poussera des oreilles d'âne s'ils ne travaillent pas. Rolland cite plusieurs dizaines de proverbes ou dictons qui insistent sur cet aspect symbolique de l'âne. Il est dit d'une chose que l'on méprise qu'elle « ne vaut pas le pet d'un âne mort » ou qu'elle « ne vaut pas la peau d'un âne ». René Volot note que l'âne est associé au bouc émissaire et au sot qui croit que la lune est tombée dans l'eau en voyant son reflet, à la fois dans un écrit pédagogique de Claude Augé et dans un conte cévenol.
En 1876, Charles-Alexandre Perron liste parmi les proverbes de la Franche-Comté « Quand le foin manque au râtelier, les ânes se battent », et « Un âne court au chardon et laisse la bonne herbe ».
L'édition 1932-1935 du Dictionnaire de l'Académie française cite le proverbe « À laver la tête d'un More, à laver la tête d'un âne, on perd sa lessive », qui signifie « On se donne inutilement beaucoup de peine pour faire comprendre à un homme quelque chose qui passe sa portée, ou pour corriger un homme incorrigible ». Dans le Rouergue et le Gard, deux proverbes en occitan disent que « les petites mouches font regimber les gros ânes ».
Michel Pastoureau note que le paradoxe de l'âne de Buridan, qui meurt de faim et de soif entre un seau d'eau et un seau de nourriture faute d'être parvenu à faire un choix, a donné naissance à l'expression proverbiale « être comme l'âne de Buridan », alors « qu'il serait absurde de croire que, placé dans une telle situation, un animal ou un être humain puisse vraiment se laisser mourir de faim ou de soif ».

#### Autres proverbes et dictons
La locution française « faire tourner quelqu'un en bourrique » signifie tourmenter et abrutir. Il existe aussi des dictons et des contes qui insistent sur l'aspect rancunier de l'âne,. Dans plusieurs régions françaises, une tradition populaire veut qu'il soit beaucoup plus dangereux de tomber du dos d'un âne que de tomber de cheval,. Dans le piémont pyrénéen, le mois de mai, mois des âmes, est vu comme le mois de l'âne.
Le bibliophile Pierre-Alexandre Gratet-Duplessis cite parmi La Fleur des proverbes français, en 1853, le dicton « Amour apprend les ânes à danser », précisant que « les ânes amoureux n'en restent pas moins ânes ».
D'autres traditions louent le courage de l'âne au labeur, par exemple « Nul ne sait mieux que l'âne où le bât le blesse ». En Auvergne, il existe le proverbe « Faute de bœuf, laboure avec un âne ». Enfin, des proverbes louent sa patience.
Une expression très fréquemment utilisée peut évoquer une certaine rouerie chez l'âne, en tout cas chez l'homme qui l'imite pour en tirer des bénéfices : « Faire l`âne pour avoir du son », ; elle est probablement due à Rabelais dans Gargantua : « Gargantua faisait de l'âne pour avoir du bren » (le bren étant le son).
Des défauts particuliers sont associés à certaines couleurs du pelage de l'âne, à travers le dicton « Méchant comme un âne rouge », qui existe à la fois en français, en normand et dans la Creuse. En Languedoc et dans l'Aude, c'est l'âne noir qui est réputé méchant, mauvais et têtu.

### Chansons populaires et comptines
L'âne est cité dans des chansons populaires et des comptines françaises, telles que Le Testament de l'âne en Eure-et-Loir, L'âne mangé au moulin (mettant en scène une jeune fille nommée Margoton ou Marianne), L'Âne et le Loup et Notre âne, une comptine dont le premier vers d'une variante connue débute ainsi : 
Notre âne, nôtre âne,
A bien mal à la têt'
Madame lui fit faire
Un bonnet pour ses fêt'
Un bonnet pour ses fêt'
Et des souliers lilas, la-la
Et des souliers lilas.

### Contes et légendes
L'âne est très présent dans les contes et légendes collectés en France. Il est souvent défini par opposition au cheval. D'après un conte populaire dualiste breton, Dieu a créé le cheval, et le Diable a créé l'âne,. En Rouergue, un conte compare le cheval et l'âne, le premier se moquant du second qu'il considère comme inférieur. On retrouve cette confrontation entre cheval et âne dans la fable de La Fontaine de 1668 intitulée Le Mulet se vantant de sa généalogie, ainsi que dans les fables de Barthélemy Imbert en 1773, dans lesquelles le cheval incarne l'aristocratie et l'âne la classe laborieuse.
D'après une légende nivernaise, c'est l'âne qui a appris aux êtres humains à tailler les vignes : l'animal avait brouté des morceaux de vigne pour se nourrir pendant l'hiver, les propriétaires de la vigne constatant au printemps que le végétal a repoussé avec plus de vigueur.

#### Symbole de piété

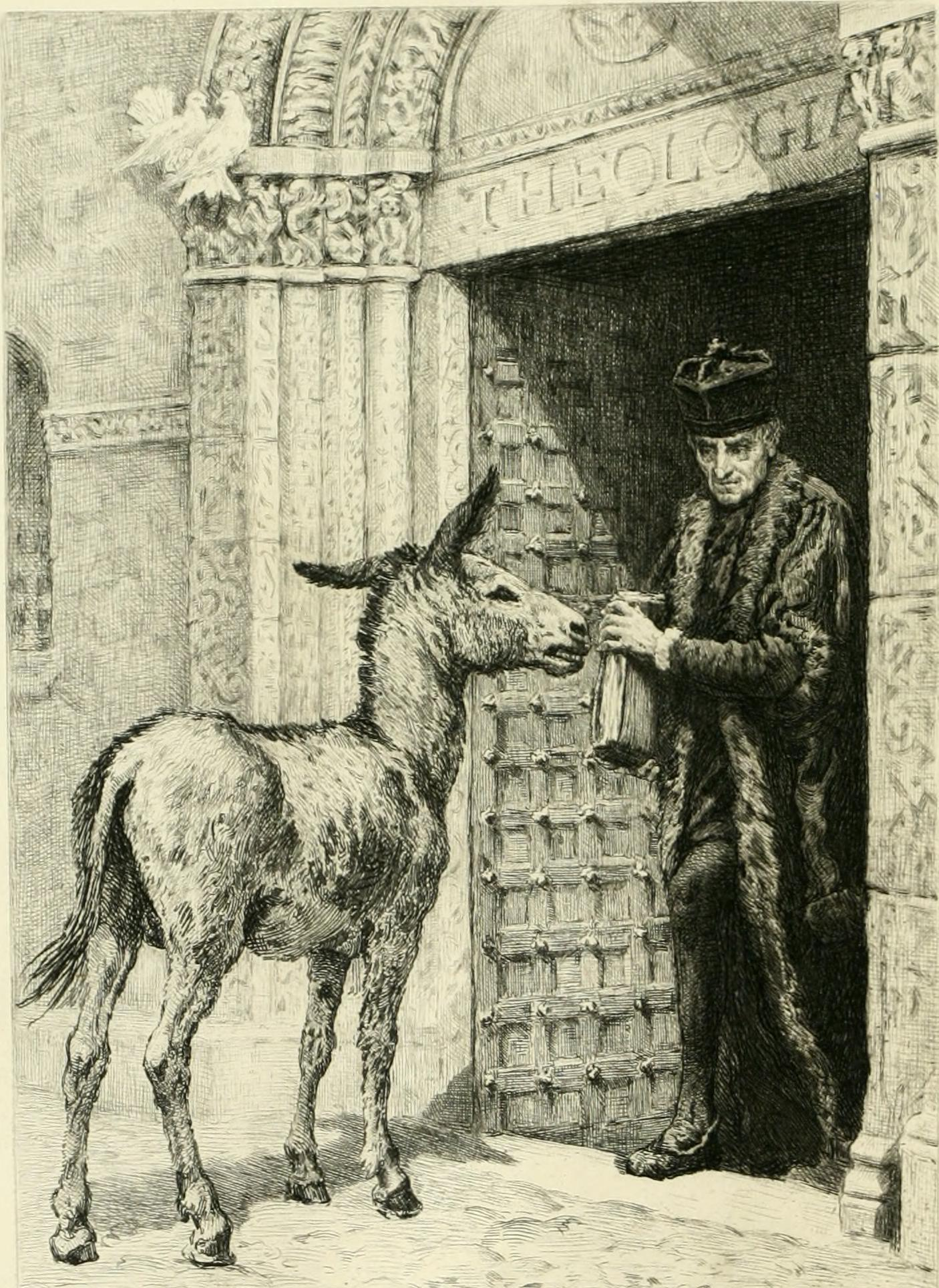
Illustration de la piété et de la pitié de l'âne. Le pape - La pitié suprême - Religions et religion - L'âne, publié par Émile Testard, en 1888.

L'âne est aussi présenté comme un animal pieux : dans un conte basque, il demande au loup qui vient de le capturer de le laisser entendre une messe avant de mourir. Plusieurs traditions françaises soulignent que son dos est marqué d'une croix, ce qui est interprété comme un signe de croix conféré en récompense des services qu'il a rendus au Sauveur, et qui le protège du Diable,. Dans le Berry, le fait que ses poils ne soient pas embrouillés par les lutins, comme le sont ceux des chevaux, est expliqué par son rôle dans la Nativité. Dans Le Folklore de France, Paul Sébillot note que le conte médiéval du voleur d'âne forcé de faire pénitence a connu une certaine popularité, donnant divers contes dérivés, dont une version bourguignonne datée du milieu du XVIIIe siècle. Il note aussi qu'il a existé une tradition, tombée depuis longtemps en désuétude à la fin du XIXe siècle, qui permettait de laisser entrer les ânes dans les églises et de réciter une prose cérémonielle en leur honneur. L'âne apparaît dans la légende bretonne de saint Envel, qui a forcé un loup à lui servir de monture après que ce prédateur a dévoré son âne.

#### La métamorphose de l'âne

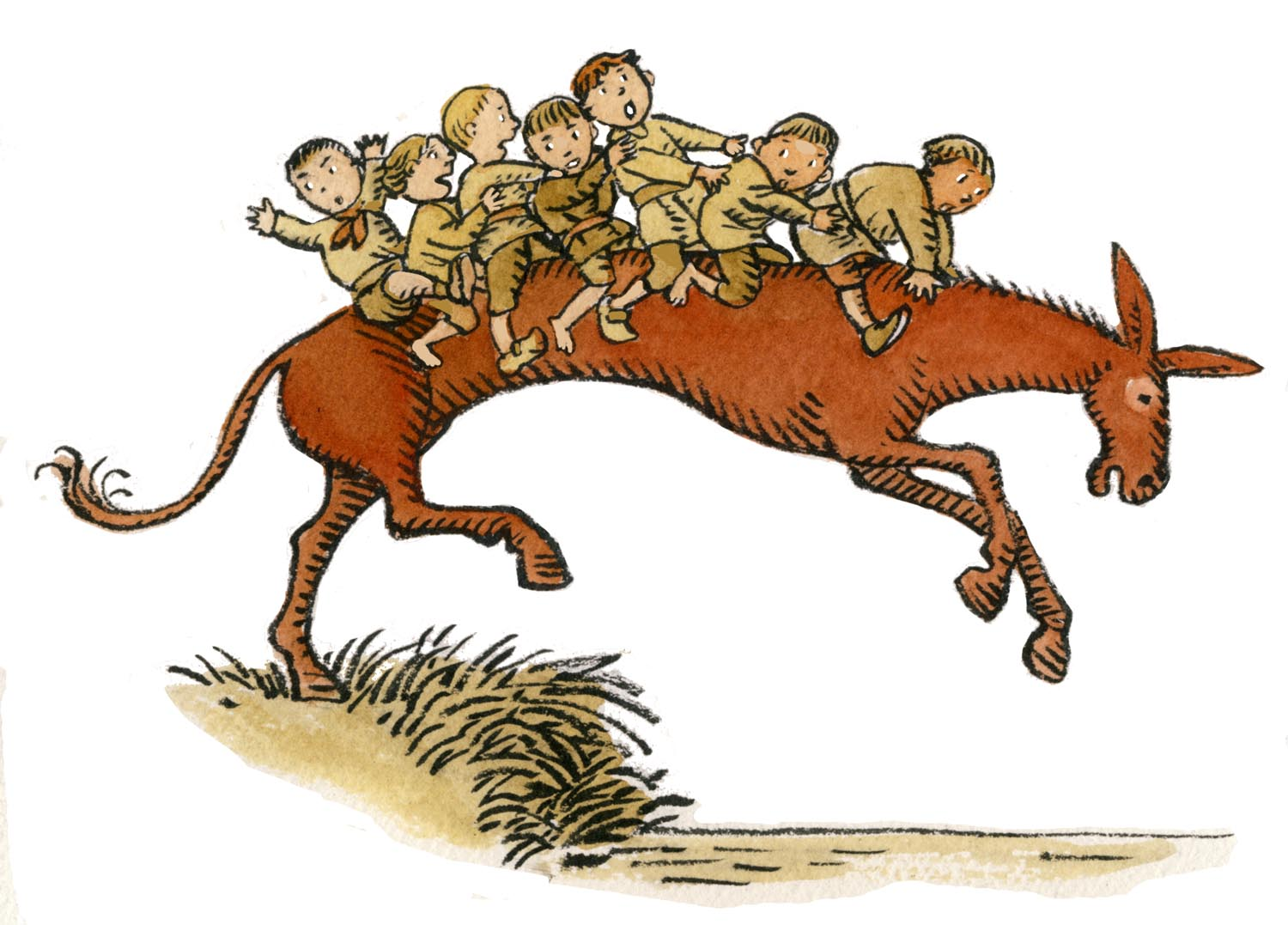
Le Drac, sous la forme d'un âne rouge, va noyer les enfants imprudents. Dessin de Jean-Claude Pertuzé de 2010.

Le légendaire pyrénéen assimile l'âne à une forme du Drac, un démon métamorphe qui laisse les voyageurs égarés monter sur son dos afin de les noyer dans un torrent et de les envoyer en enfer.
D'après Olivier de Marliave, ce Drac se présente sous la forme d'un grand âne rouge qui surgit la nuit, souvent à proximité d'un pont, et qui peut enfler démesurément pour effrayer les passants et les précipiter dans la rivière, où ils se noient. D'autres fois, l'âne rouge prend l'aspect d'un animal paisible, des enfants montent sur son dos et son corps s'allonge jusqu'à accueillir un grand nombre d'enfants (en général sept). Il se jette alors dans l'eau d'un étang ou d'une rivière, les entraînant tous dans la mort. Ces légendes avaient cours de la Catalogne à la Bigorre.
Une légende similaire est mentionnée dans le Pas-de-Calais par Claude Seignolle, dans Les Évangiles du Diable. Un âne gris apparut sur la place de Vaudricourt pendant la messe de Minuit et se laissa docilement chevaucher par les enfants qui fuyaient l'église, tout en allongeant son dos pour que vingt d'entre eux puissent s'y placer. Lorsque la messe s'acheva, il s'élança à toute vitesse et plongea dans un abreuvoir, où toutes ses victimes furent noyées. Depuis, il réapparaît à chaque nuit de Noël en portant les enfants damnés, fait le tour du village, rejoint son point de départ à minuit et rentre dans l'abreuvoir d'où il est sorti. Pierre Dubois mentionne la même histoire dans La Grande Encyclopédie des fées, mais il s'agit cette fois d'un « magnifique cheval blanc » qui noie ses jeunes cavaliers dans une mare sans fond.
Il existe aussi plusieurs contes français dans lesquels un voleur prétend avoir été métamorphosé en âne. Dans le conte L'Âne et le Fils du magicien, qui se déroule à Pontoise, deux voleurs s'emparent de l'âne d'un marchand qui s'est endormi sur le chemin du retour de la foire ; l'un des deux, ayant réveillé le marchand, lui fait croire qu'il est l'âne redevenu homme à cause d'un sortilège. Un conte très similaire existe dans les Cévennes et les Alpes du Sud, deux voleurs coupant la corde d'un âne mené par un paysan, l'un d'eux prenant la place de l'animal et prétendant avoir été ensorcelé.
La sorcière peut prendre la forme de cet animal, selon un conte basque de La Rhune.
Le sotré, un lutin vosgien, change un homme qui lui a pris sa calotte en âne.

#### L'âne déféquant de l'or

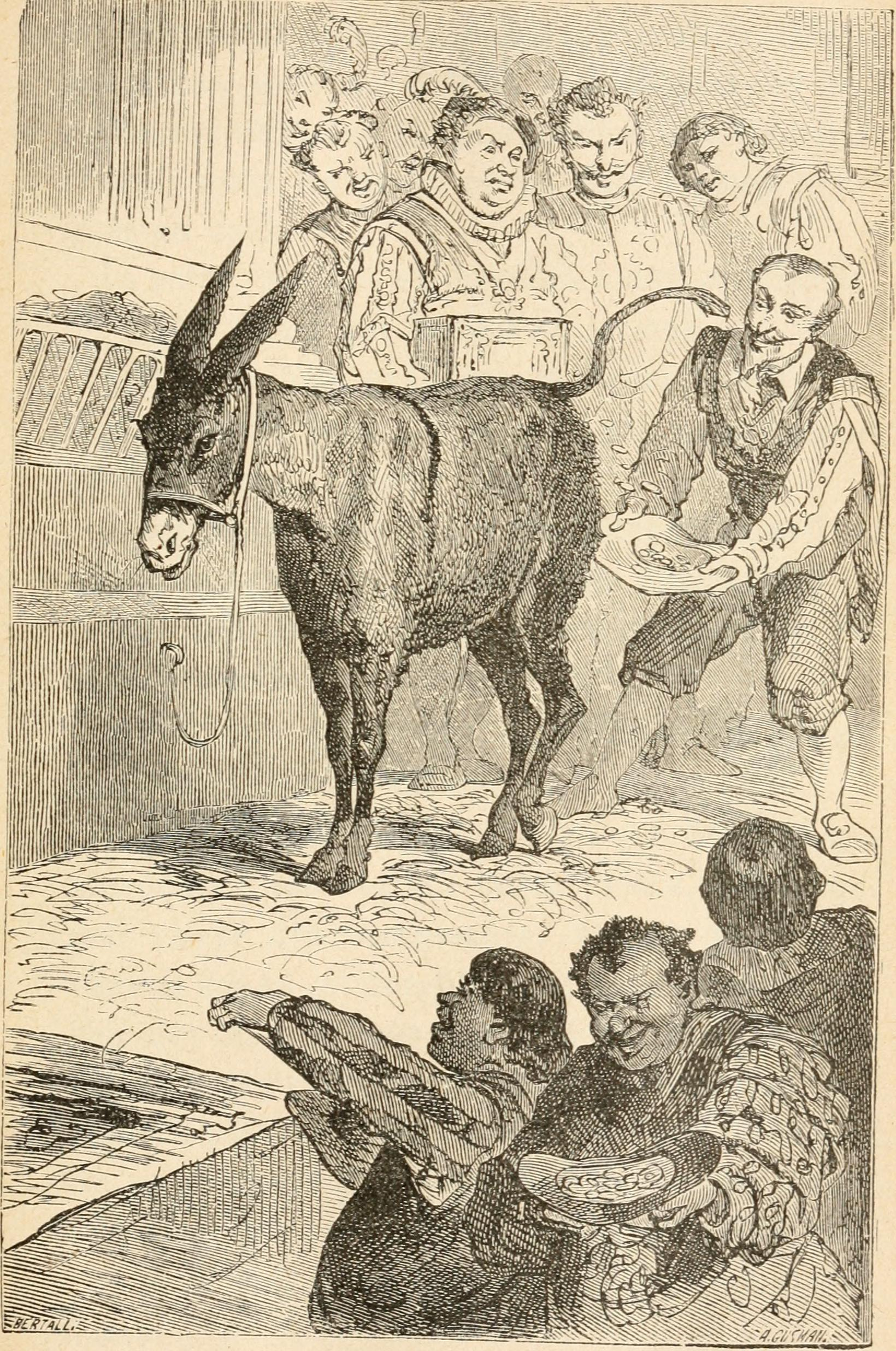
L'âne déféquant de l'or, d'après une illustration de 1908 du conte Peau d'Âne, collecté et réécrit par Charles Perrault.

L'âne fait aussi partie des animaux se voyant attribuer des pouvoirs merveilleux, notamment celui de déféquer de l'or, cette association avec l'or étant unique à l'âne et au bélier. Dans ses Contes et légendes des pays de France, Claude Seignolle a collecté deux histoires d'âne qui défèquent de l'or, permettant dans le premier cas à son propriétaire de trouver la richesse, et dans le second de le ridiculiser.
Le plus célèbre conte français (et plus largement, européen) mettant en scène un âne qui défèque de l'or est celui de Peau d'Âne : selon la conteuse Michèle Bortoluzzi, « Le conte de Peau d'Âne était jadis si populaire qu'on disait « un conte de Peau d'Âne » pour désigner un conte de fées ». Il en existe de nombreuses versions ; ce n'est qu'au XVIe siècle que l'âne obtient un rôle majeur dans cette histoire.
Dans ce conte, qui met originellement en jeu le tabou de l'inceste, un roi tombe amoureux de sa fille et la demande en mariage ; pensant y échapper, elle demande au roi de tuer ce qui lui est le plus précieux, son âne qui défèque de l'or. Elle se cache ensuite sous la peau de l'âne pour s'échapper du château royal. Claude Mettra estime que « la figure centrale du récit est, vivant ou écorché, cet âne qui transforme le fumier en or et qui, réduit à l'état de peau laineuse, veillera éternellement sur cette jeune fille dont la grâce fera de l'or un symbole étincelant de l'amour ».

#### L'œuf d'ânesse
D'après René Volot, il existe en France une cinquantaine de versions du conte de l'œuf d'ânesse, dont la moitié ont été collectées en Occitanie. Dans la version la plus courante de ce conte, un adolescent cévenol un peu niais est envoyé travailler comme garçon de ferme dans le Gard. Pour le remercier de son labeur, la patronne lui remet une grosse courge, un légume que ce jeune Cévenol n'a jamais vu. Lorsqu'il interroge la fermière, elle lui répond que c'est un œuf d'ânesse et que sa mère saura quoi en faire. En rentrant chez lui, le jeune garçon perd l'équilibre et sa courge dévale une pente vers un buisson, d'où s'échappe un lièvre. Il retrouve la courge éventrée et fond en larmes en pensant avoir perdu le petit âne qui aurait pu être son ami.

### Dans la littérature, à la télévision et au cinéma français

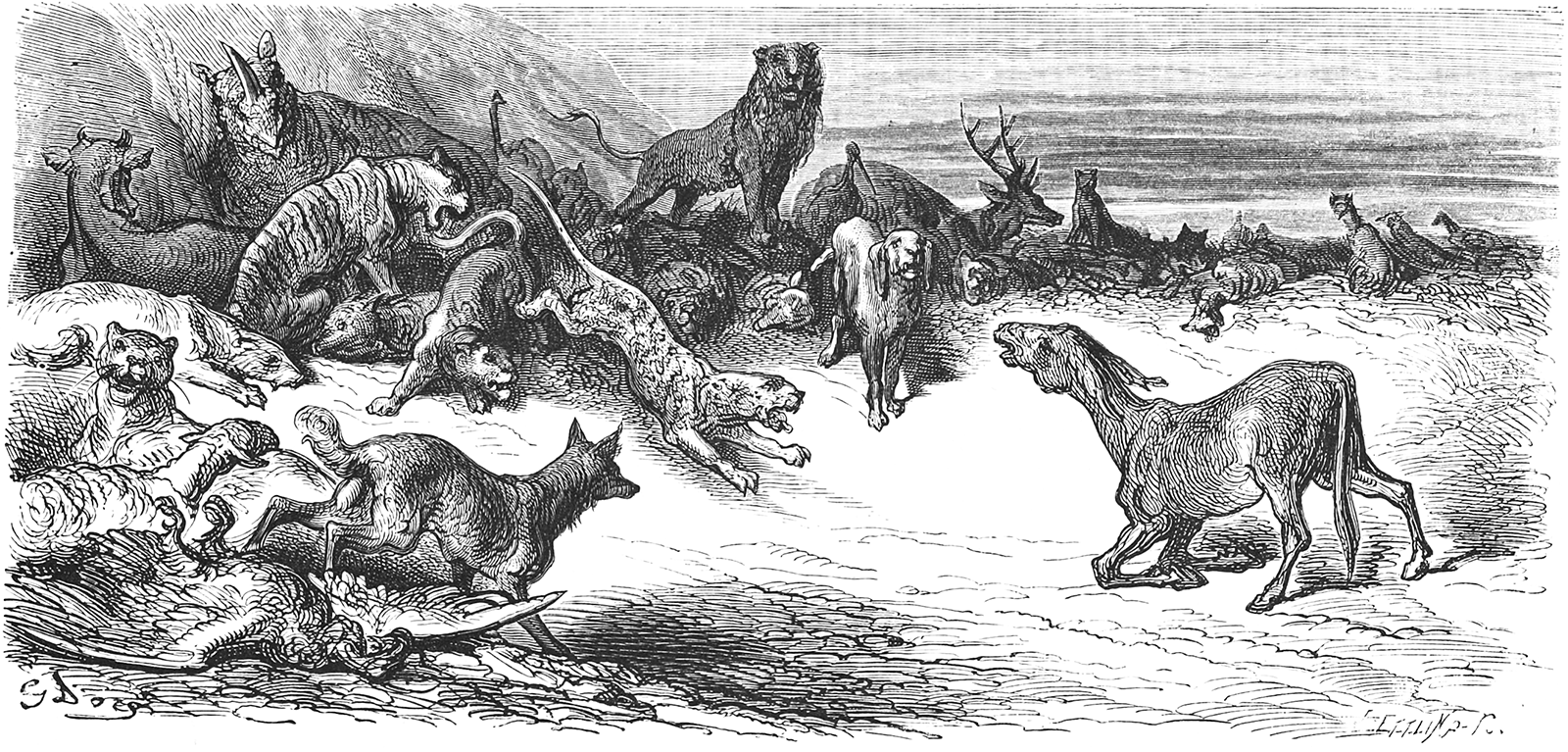
Gravure de Gustave Doré pour Les Animaux malades de la peste, en 1876.

Chambry souligne la pérennité de l'âne dans les représentations littéraires, cette présence remontant aux premiers textes traduits dans l'Antiquité (la Bible, les fables d'Ésope, etc.), pour se poursuivre chez les auteurs classiques (Jean de La Fontaine, Victor Hugo, Alphonse Daudet...) jusqu'à nos jours, alors que l'âne a disparu de la vie quotidienne des Français. Si de nombreuses fables de La Fontaine mentionnent l'âne, peu lui font tenir le rôle central. Chambry souligne que l'une des fables les plus illustratives du rôle symbolique de victime incarné par l'âne est Les Animaux malades de la peste. La fable Le Meunier, son fils et l'Âne illustre un âne sage et passif.
Victor Hugo lui fait incarner la patience dans son long poème philosophique intitulé L'Âne. L'âne apparaît à deux reprises dans Les Contes du chat perché de Marcel Aymé (1934-1946), dont le cadre est une ferme traditionnelle. Le romancier français Joseph Kessel publie en 1973 Le Petit Âne blanc, un roman enfantin dont l'action se déroule à Tanger (Maroc).
Depuis 2000, l'autrice et illustratrice française Bénédicte Guettier publie à destination des très jeunes enfants les livres de l'âne Trotro, qui illustrent de micro-évènements (tels que s'habiller, faire du vélo...), et qui ont fait l'objet de diverses adaptations.

#### LesMémoires d'un âneet ses adaptations

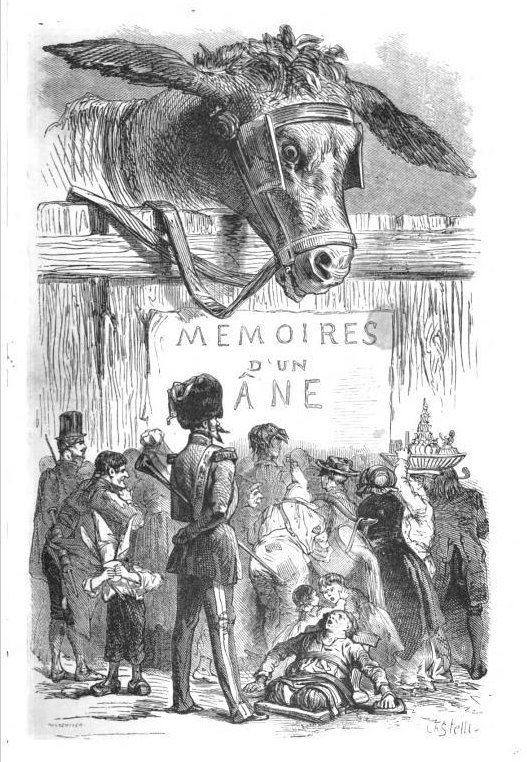
Illustration des Mémoires d'un âne par Horace Castelli, en 1869.

La comtesse de Ségur publie en 1860 les Mémoires d'un âne, un récit autobiographique dans lequel l'âne Cadichon raconte ses aventures. D'après l'analyse qu'en fournit Chambry, Cadichon y incarne un modèle de vertu proposé aux enfants lecteurs. Il est humanisé de par son accès à la parole et son action de repentir après s'être vengé de ses différents propriétaires, mais rappelle néanmoins son statut d'animal esclave de ses mêmes propriétaires.
Paul Ladmirault en réalise une adaptation au piano en 1960. Une adaptation en série d'animation, intitulée Cadichon, est diffusée à la télévision française à partir de 1986.

#### Voyage avec un âne dans les Cévenneset ses suites

Logo de l'association « Sur le chemin de Robert Louis Stevenson ».

Le romancier écossais Robert Louis Stevenson voyage avec une ânesse nommée Modestine dans les Cévennes, et en tire le récit Voyage avec un âne dans les Cévennes, publié en 1879 en anglais. Ce récit de voyage n'est traduit en français qu'en 1901, puis fortement popularisé par le Club cévenol à l'occasion de son centenaire.
Cela a suscité le développement d'une économie du tourisme le long du chemin emprunté par Stevenson, notamment des installations de loueurs d'ânes. Chaque année, ce chemin de randonnée est emprunté par six à sept mille personnes, avec ou sans âne.
En 2020, le film français Antoinette dans les Cévennes, sélectionné au festival de Cannes, s'inspire du périple de Stevenson. Un âne nommé Patrick a participé au tournage et aux séances photographiques.

#### L'Âne Culotte
Chambry cite le roman L'Âne Culotte de Henri Bosco (1937) au nombre des œuvres qu'il est « impossible de passer sous silence ». Elle l'inclut au groupe des œuvres pour enfants qui invitent leur lecteur à grandir.
Ce roman se déroule dans un petit village de Provence, dans lequel un âne descend régulièrement porter des courses pour son maître, vêtu d'un pantalon sur ses membres antérieurs. L'âne joue « un rôle central » dans ce récit, car c'est par lui que le voyage initiatique du protagoniste commence.
Une série télévisée adaptée de ce roman est diffusée sur l'ORTF à partir de 1967.

### Iconographie de l'âne
L'âne inspire une abondante iconographie, depuis la peinture religieuse médiévale jusqu'aux représentations modernes, par exemple sous forme de graffitis. Il a été utilisé dans des caricatures, en particulier pour figurer des ministres protestants au XVIIIe siècle.

#### L'âne qui vielle

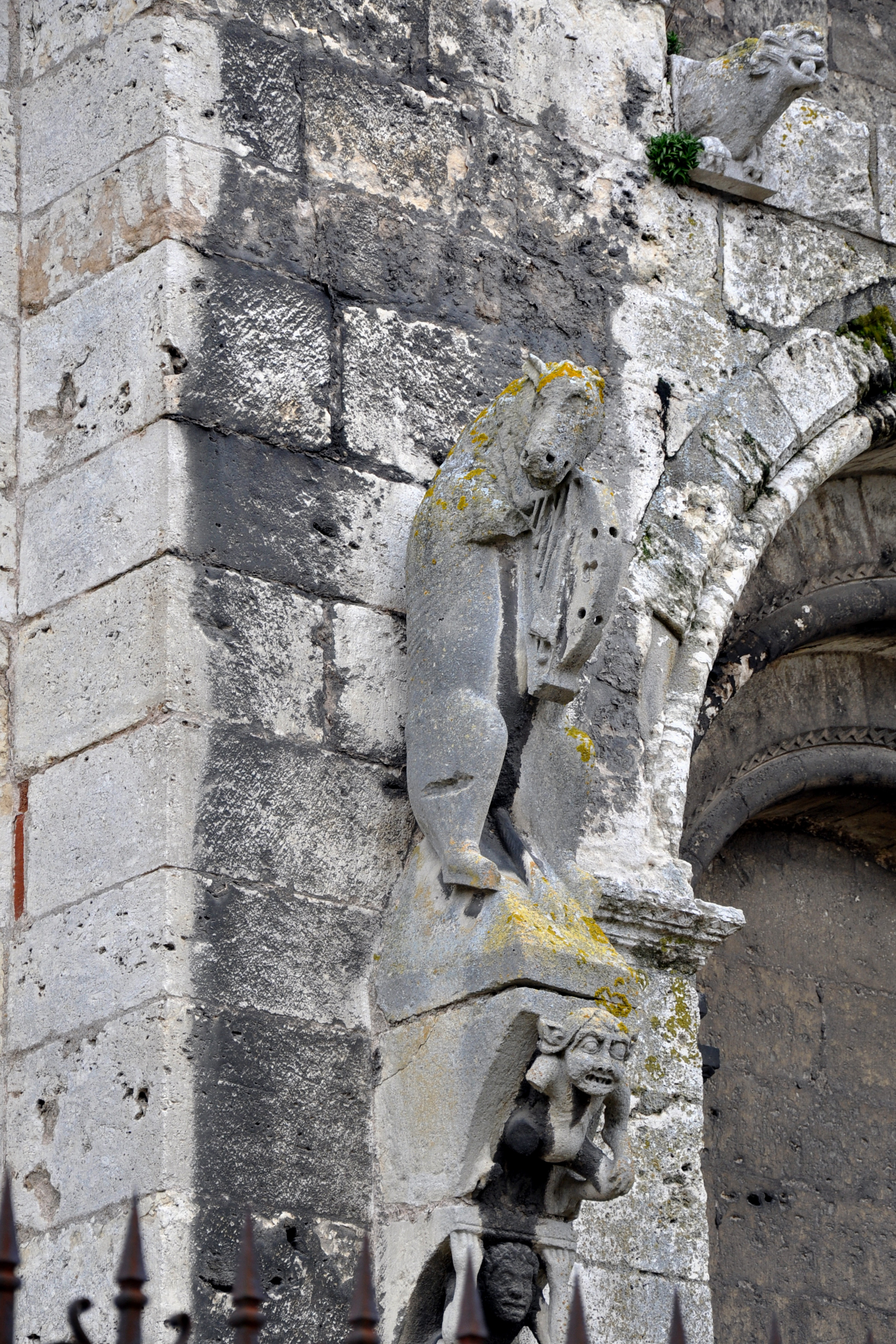
L'âne qui vielle, sur la cathédrale Notre-Dame de Chartres.

Claude Seignolle cite la statue de L'âne qui vielle, sur la porte occidentale de la cathédrale Notre-Dame de Chartres (un âne debout sur ses pattes arrière qui joue de la vielle ou de la harpe), comme étant aussi célèbre que le Manneken-Pis à Bruxelles. Le thème de l'âne musicien, illustré par cette sculpture, est déjà attesté dans les fables de l'Antiquité.

#### Joachim-Raphaël Boronali

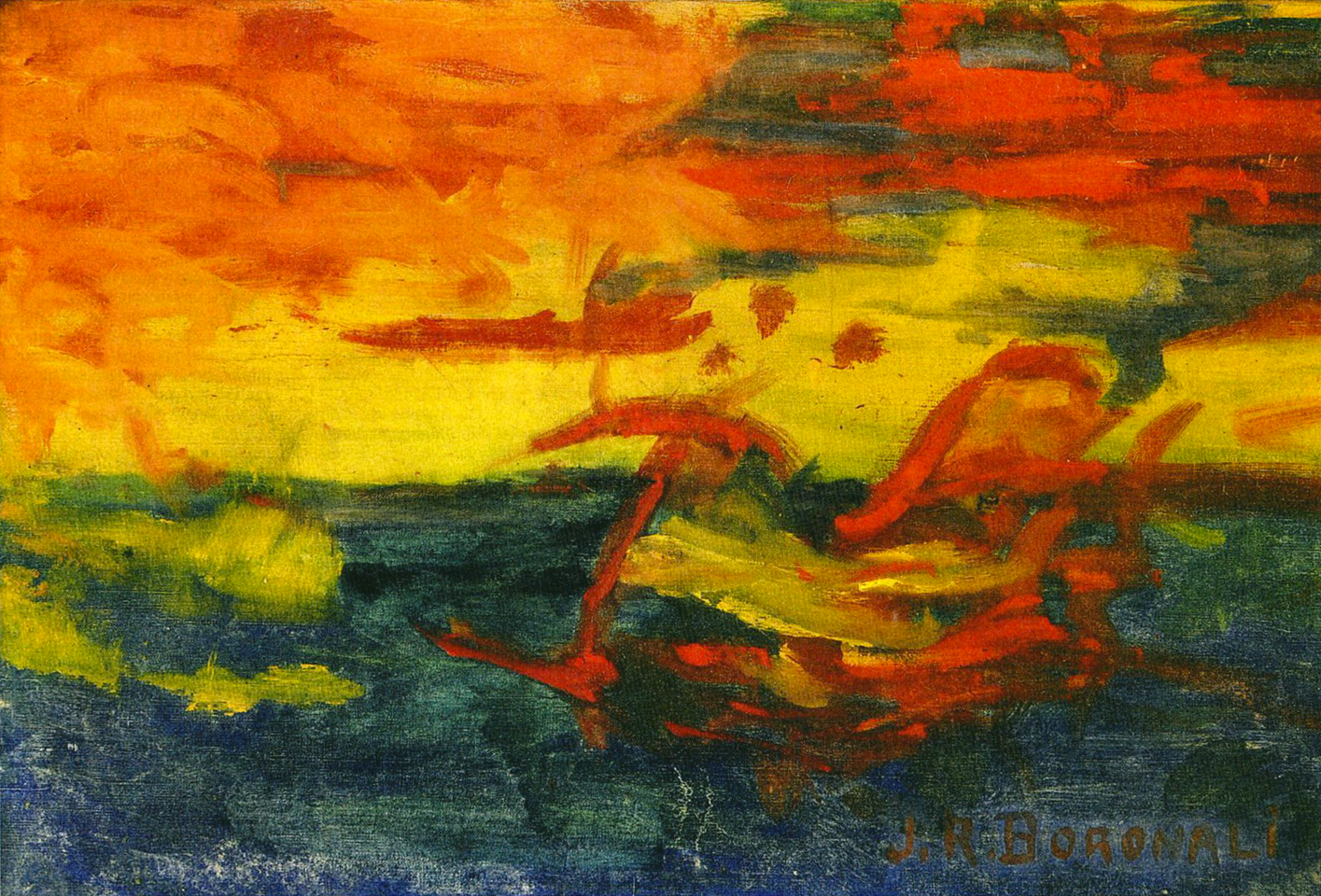
Et le soleil s'endormit sur l'Adriatique, peinture réalisée en 1910 par l'âne Lolo.

L'âne est au centre d'un célèbre canular artistique français, l'exposition en 1910 d'une peinture de paysage attribuée à l'artiste Joachim-Raphaël Boronali (anagramme d'Aliboron), intitulée Et le soleil s'endormit sur l'Adriatique, et accompagnée d'un « manifeste de l'excessivisme »,.
La toile suscite des commentaires variés d'amateurs d'art, jusqu'au moment où Roland Dorgelès révèle que cette peinture est l'œuvre de Lolo, l'âne du patron du cabaret Au Lapin Agile, auquel un pinceau avait été attaché au bout de la queue,.